# Статус территорий, оккупированных Израилем в 1967 году
Территории, оккупированные Израилем в 1967 году в результате Шестидневной войны, включали в себя сектор Газа, Западный берег реки Иордан, Голанские высоты и Синайский полуостров, возвращённый под суверенитет Египта в 1982 году, согласно Египетско-Израильскому мирному договору. Западный берег Иордана (включая Восточный Иерусалим) и сектор Газа ООН, в соответствии с принятыми решениями Совета Безопасности ООН, считает оккупированными палестинскими территориями, а Голанские высоты — оккупированной территорией Сирии, на каковые территории распространяется применимость Четвёртой женевской конвенции.
Основной закон Израиля «Иерусалим — столица Израиля» (1980) провозгласил, что Иерусалим «единый и неделимый есть столица Израиля» и место, где располагаются высшие органы государственной власти Израиля. Согласно Закону о Голанских высотах (1981), Израиль распространил на их территорию своё законодательство. Юридический статус территорий Западного берега Иордана (Иудеи и Самарии) — дискуссионный вопрос в Израиле. При том, что Израиль вывел из сектора Газа свои войска и поселения в 2005 году, ООН продолжает считать его оккупированным из-за частичной блокады, введённой Израилем в связи с обстрелами его территории из сектора Газа.

## Терминология

##### Оккупированные территории
В своих решениях по израильской стене на Западном берегу реки Иордан, и Международный Суд и Верховный суд Израиля, оба постановили, что Западный берег занят. Госдепартамент США также рассматривает Западный берег и сектор Газа занятыми Израилем.
Международный суд ООН изложил юридическое обоснование сторонников этой точки зрения в своём консультативном заключении от 9 июля 2004 года:

… в соответствии с обычным международным правом, как это отражено (…) в статье 42 Правил, касающихся законов и обычаев войны на суше, прилагаемых к Четвёртой Гаагской конвенции от 18 октября 1907 года (далее «Гаагские правила 1907 года»), территория считается оккупированной, когда она фактически находится под властью враждебной армии, и оккупация распространяется только на территорию, где такая власть была установлена и может быть осуществлена. Территории, расположенные между «зеленой линией» (см. Пункт 72 выше) и бывшей восточной границей Палестины в соответствии с Мандатом, были оккупированы Израилем в 1967 году во время вооруженного конфликта между Израилем и Иорданией. В соответствии с обычным международным правом это были оккупированные территории, на которых Израиль имел статус оккупирующей державы. Последующие события на этих территориях, как описано в пунктах 75-77 выше, ничего не сделали для изменения этой ситуации. Все эти территории (включая Восточный Иерусалим) остаются оккупированными территориями, и Израиль продолжает иметь статус оккупирующей державы.
В отношении применения четвёртой Женевской конвенции Суд отметил:

… с целью определения сферы применения Четвёртой Женевской конвенции
Конвенции следует напомнить, что в соответствии с общей статьёй 2 четырёх конвенций от 12 августа 1949 года:
"В дополнение к положениям, которые должны применяться в мирное время, настоящая Конвенция применяется ко всем случаям объявленной войны или любого другого вооружённого конфликта, который может возникнуть между двумя или более Высокими Договаривающимися Сторонами, даже если состояние войны не признаётся одним из них.
Конвенция также применяется ко всем случаям частичной или полной оккупации территории Высокой Договаривающейся Стороны, даже если указанная оккупация не встречает вооружённого сопротивления ".

(…) Суд отмечает, что, согласно первому абзацу статьи 2 Четвёртой Женевской конвенции, эта Конвенция применяется, когда выполняются два условия: существует вооружённый конфликт (независимо от того, было ли состояние войны или нет). признаётся); и что конфликт возник между двумя договаривающимися сторонами. (…) Цель второго абзаца статьи 2 не состоит в том, чтобы ограничить сферу применения Конвенции, как определено в первом абзаце, путём исключения из неё территорий, не подпадающих под суверенитет одной из договаривающихся сторон. Она направлена просто на то, чтобы дать понять, что, даже если оккупация, совершенная во время конфликта, не встретила вооружённого сопротивления, Конвенция все ещё применима.
В своём постановлении от июня 2005 года, поддерживающем конституционность разъединения Газы, Верховный суд Израиля постановил, что «Иудея и Самария [Западный берег] и район Газы являются территориями, захваченными во время войны, и не являются частью Израиля».

##### «Спорные территории»
Иерусалимский Центр по связям с общественностью и израильские правительственные веб-сайты, придерживающиеся мнения о том, что территории не оккупированы, утверждают, что использование термина «оккупация» в отношении Израильского контроля территорий не имеет оснований ни в международном праве, ни в истории, и что использование такой терминологии является попыткой предопределить исход переговоров. Они считают эти территории «спорными» на основании следующих юридических аргументов:
- Границы не были установлены или признаны сторонами. Линии перемирия не устанавливают границ, и в Родосских соглашениях о перемирии 1949 года, в частности, конкретно указывалось (по настоянию арабской стороны), что они не создают постоянных или де-юре границ.[7]
- В соответствии с вышеизложенным, официальная позиция израильского правительства: территории нельзя назвать оккупированными, поскольку ни одна нация не имела на них четких прав, и, когда Израиль приобрёл их в июне 1967 года, по данному вопросу не было действующего дипломатического соглашения.
- Территории являются «оккупированными» только в том случае, если они захвачены войной у установленного и признанного суверена, но ни одно государство не имело законного или признанного суверенитета над Западным берегом, сектором Газа или Восточным Иерусалимом до Шестидневной войны.
- Четвёртая Женевская конвенция неприменима к Западному берегу и сектору Газа, поскольку в соответствии со статьёй 2 она касается только «случаев … оккупации территории Высокой Договаривающейся Стороны» другой Высокой Договаривающейся стороной. Западный берег и сектор Газа никогда не были законными территориями какой-либо высокой договаривающейся стороны.
- Даже если бы Четвёртая Женевская конвенция применялась в какой-то момент, они, безусловно, не применялись после того, как Израиль передал правительственные полномочия Палестинской администрации в соответствии с Соглашениями Осло 1993 года, поскольку в статье 6 конвенции говорится, что оккупирующая держава будет связана её условиями лишь «в той степени, в которой такая держава выполняет функции правительства на такой территории…».
- Израиль взял под свой контроль Западный берег в результате оборонительной войны. Язык «оккупации» позволил палестинским представителям запутать эту историю. Неоднократно указывая на «оккупацию», им удаётся поменять местами причину и следствие конфликта, особенно перед западной аудиторией. Таким образом, нынешний территориальный спор якобы является результатом решения Израиля «оккупировать», а не результатом войны, навязанной Израилю коалицией арабских государств в 1967 году. Поэтому бывший юридический советник Государственного департамента США Стивен Швебель[англ.], позже возглавивший Международный суд ООН в Гааге, написал в 1970 году по вопросу Израиля: «Если предыдущий владелец территории незаконно захватил эту территорию, то государство, которое впоследствии использует эту территорию в законном порядке для самообороны, имеет в отношении этого предыдущего держателя приоритетное право»[8].

Профессор-правозащитник Йорам Динштейн отклоняет позицию, согласно которой территории не оккупированы, поскольку, по его мнению, она «основана на сомнительной юридической базе». Согласно BBC, «Израиль утверждает, что международные конвенции, касающиеся оккупированной земли, не применяются к палестинским территориям, поскольку они не находились под законным суверенитетом какого-либо государства в первую очередь».
После 1967 года был выдвинут ряд юридических аргументов, отвергающих право палестинцев на самоопределение и государственность. Эти аргументы основаны на том, что территория Палестины не имела законного суверена, и поддерживают права Израиля на оставшуюся территорию Мандатной Палестины. Историк и журналист Гершом Горенберг утверждает, что, хотя израильское правительство использовало эту позицию на международной арене, оно занимало и иную позицию при обсуждении реальных судебных дел в Верховном суде Израиля (для юридического обоснования одностороннего размежевания правительством Ариэля Шарона).

## Территории по текущему статусу

##### Сектор Газа
После войны 1967 года, когда израильская армия оккупировала Западный берег и сектор Газа, была введена военная администрация палестинского населения. В 1993 году Израиль предоставил автономию народу Газы и в 2005 году полностью отделился от Газы. Однако в 2007 году Израиль наложил блокаду на сектор Газа по соображениям безопасности. Израиль утверждает, что после ухода Израиля из сектора Газа в 2005 году государство больше не оккупирует сектор Газа. Поскольку Израиль сохранял контроль над воздушным пространством и береговой линией Газы, с 2012 года он по-прежнему считался оккупирующей державой сектора Газа — Советом Безопасности ООН, Генеральной Ассамблеей ООН и некоторыми странами и различными правозащитными организациями.

##### Голанские высоты
С 1944 по 1967 год Голанские высоты входили в состав сирийской провинции Кунейтра. Западная часть (две трети территории) была захвачена Израилем в ходе Шестидневной войны в июне 1967 года. В 1981 году Кнессет Израиля принял «Закон о Голанских высотах», которым в одностороннем порядке провозгласил суверенитет Израиля над этой территорией. Совет Безопасности ООН не признал это решение (резолюция 497 от 17 декабря 1981 года). Фактической линией разграничения между Сирией и Израилем, которые де-юре пребывают в состоянии войны, остаётся нейтральная демилитаризованная полоса.

##### Западный берег
До 1948—1949 годов понятие «Западный берег реки Иордан» отсутствовало. После того, как в 1949 году в соглашении о перемирии между Израилем и Трансиорданией был обозначен этот регион, название «Западный берег» (англ. West Bank) стало использоваться сначала иорданцами, а затем перешло в использование в английском и многих других языках.

##### Восточный Иерусалим
Восточный Иерусалим был оккупирован Израилем в 1967 году и был фактически аннексирован Израилем в 1980 году, что является актом, осуждённым на международном уровне. 27-28 июня 1967 года Восточный Иерусалим был интегрирован в Иерусалим путём расширения его муниципальных границ и был подчинён закону, юрисдикции и управлению Государства Израиль. В единогласной резолюции Генеральной Ассамблеи, ООН объявил меры, пытающиеся изменить статус города, недействительными.

##### Иудея и Самария
Иудея и Самария — израильский термин для Западного берега реки Иордан, за исключением Восточного Иерусалима. Для некоторых целей этот регион рассматриваются израильскими властями в качестве одного из административных районов, хотя большинство международного сообщества считает, что Западный берег — территория, управляемая Израилем под военной оккупацией.

##### Государственный статус Палестины
29 ноября 2012 года была принята резолюция 67/19 Генеральной Ассамблеи о повышении статуса Палестины до статуса государства-наблюдателя, не являющегося членом Организации Объединённых Наций. Новый статус приравнял Палестину к статусу Святого Престола. Изменение в статусе было описано газетой Independent как «фактическое признание суверенного Государства Палестина».
Голосование стало историческим ориентиром для частично признанного Государства Палестина и его граждан, в то время как это было дипломатическим ударом для Израиля и Соединённых Штатов. Статус государства-наблюдателя в ООН позволяет Государству Палестина присоединиться к договорам и специализированным учреждениям ООН, договору по морскому праву и участвовать в Международном уголовном суде, что позволяет Палестине претендовать на управление своими территориальными водами и воздушным пространством, требовать суверенитета над своей законной территорией в Международном Суде и выдвигать в Международном уголовном суде обвинения против Израиля в преступлениях против человечности и военных преступлениях, в том числе в незаконной оккупации.
ООН, после того, как решение было принято, разрешило Палестине именовать своё представительство в ООН «Миссией постоянного наблюдателя от Государства Палестина», что часто рассматривается как отражение фактического признания ООН суверенитета Государства Палестина в соответствии с международным правом. Палестина начала соответственно переименовывать своё название на почтовых марках, официальных документах и паспортах. Палестинские власти также дали указание своим дипломатам официально представлять «Государство Палестина», а не «Палестинскую Автономию». Кроме того, 17 декабря 2012 года начальник Службы Протокола ООН Йечхол Юн решил, что обозначение «Государство Палестина» будет использоваться Секретариатом во всех официальных документах Организации Объединённых Наций, тем самым признавая «Государство Палестина» в качестве независимой нации.

## Израильские судебные решения
В двух делах, решённых вскоре после обретения независимости, в делах Шимшона и Штампфера Верховный суд Израиля постановил, что основополагающие нормы международного права, признанные обязательными для всех «цивилизованных» наций, были включены во внутреннюю правовую систему Израиля. Нюрнбергский военный трибунал установил, что статьи, прилагаемые к Гаагской конвенции IV 1907 года, являются обычным правом, признанным всеми цивилизованными нациями. В прошлом Верховный суд утверждал, что Женевская конвенция, поскольку она не подкреплена внутренним законодательством, «не связывает этот Суд, поскольку его исполнение является вопросом государств, которые являются участниками Конвенции». Они постановили, что «обычное международное право не становится частью израильского права посредством автоматической инкорпорации, а только в том случае, если оно принято или объединено с израильским законодательством путём принятия первичного или вспомогательного законодательства, из которого оно получает силу». Однако в том же решении Суд постановил, что правила Четвёртой Гаагской конвенции, регулирующие военную оккупацию, действительно применяются, поскольку они были признаны в качестве обычного международного права.
В 1979 г. израильский Верховный Суд определил в деле о поселении Элон-Море, что регион находился под оккупацией, и что, соответственно, только его военный командир мог реквизировать землю, согласно статье 52 Правил, прилагаемых к IV Гаагской конвенции. Именно такая ссылка на соображения военной необходимости была приведена задним числом при планировании некоторых участков поселения Элон-Море, но условия Гаагской конвенции в этой ситуации не были полностью выполнены, что позволило суду отменить изъятие соответствующих участков земли. В последние десятилетия правительство Израиля неоднократно заявляло перед Верховным судом Израиля, что его власть на спорных территориях основана на международном праве «военной оккупации», в частности, на Гаагских конвенциях. БАГАЦ неоднократно подтверждал эту интерпретацию, например, в своих постановлениях 2004 года и 2005 года о разделительном барьере.
В своём постановлении от июня 2005 года, подтверждающем конституционность разъединения Газы, БАГАЦ установил, что «Иудея и Самария» [Западный берег] и район Газы являются землями, захваченными во время войны, и не являются частью Израиля:

Районы Иудеи и Самарии удерживаются государством Израиля в военной оккупации. Длинной рукой государства в этом районе является военный командир. Он не является сувереном на территории, занимаемой военной оккупацией (см. Дело Бейт-Сурик, стр. 832). Его власть предоставлена ему публичным международным правом в отношении военной оккупации. Юридический смысл этой точки зрения двоякий: во-первых, израильское законодательство не применяется в этих областях. Они не были «аннексированы» Израилем. Во-вторых, правовой режим, который применяется в этих областях, определяется публичным международным правом в отношении военной оккупации (см. Международный суд ООН 1661/05 Региональный совет побережья Газа против Кнессета и др.). В центре этого публичного международного права стоят Положения, касающиеся законов и обычаев войны на суше, Гаага, 18 октября 1907 года (далее — Гаагские положения). Эти правила являются отражением обычного международного права. Закон о военной оккупации также изложен в IV Женевской конвенции о защите гражданского населения во время войны 1949 года (далее — Четвёртая Женевская конвенция).

## Диапазон израильских правовых и политических взглядов
Вскоре после войны 1967 года Израиль издал военный приказ, в котором указывалось, что Женевские конвенции применяются к недавно оккупированным территориям, но этот приказ был отменён через несколько месяцев. В течение ряда лет Израиль по разным причинам утверждал, что Женевские конвенции не применяются. Одна из них — теория пропавших без вести, в которой утверждается, что Женевские конвенции применяются только к суверенной территории Высокой Договаривающейся Стороны и, следовательно, не применяются, поскольку Иордания никогда не осуществляла суверенитет над регионом. Однако такое толкование не разделяется большинством международного сообщества. Применение Женевской конвенции к оккупированным палестинским территориям было поддержано Международным Судом, Генеральной Ассамблеей ООН, Советом Безопасности ООН и Верховным судом Израиля.
В делах, рассматриваемых в Верховном суде Израиля, само правительство соглашалось с тем, что полномочия военачальника закреплены в четвёртой Женевской конвенции о защите гражданского населения во время войны и что применяются гуманитарные правила четвёртой Женевской конвенции. МИД Израиля говорит, что Верховный суд Израиля постановил, что Четвёртая Женевская конвенция и некоторые части Дополнительного протокола I отражают обычное международное право, применимое на оккупированных территориях. Гершом Горенберг писал, что израильское правительство с самого начала знало, что оно нарушает Женевскую конвенцию, создавая мирные поселения на территориях, находящихся под управлением ЦАХАЛ. Он пояснил, что в качестве юрисконсульта МИДа Теодор Мерон был экспертом израильского правительства по международному праву. 16 сентября 1967 года Мерон написал секретную записку г-ну Ади Яфеху, политическому секретарю премьер-министра в отношении «Поселения на управляемых территориях», в которой говорилось: «Мой вывод состоит в том, что гражданское поселение на управляемых территориях противоречит четким положениям Четвёртая Женевская конвенция». Гершом Горенберг утверждает, что в 1968 году Моше Даян написал секретный доклад, предлагающий массовое поселение на территориях, в котором говорилось, что «расселение израильтян на управляемой территории, как известно, противоречит международным конвенциям, но в этом нет ничего принципиально нового».
9 июля 2012 года комиссия экспертов во главе с отставным судьёй Верховного суда Израиля Эдмондом Леви опубликовала свой доклад о состоянии территорий, завоеванных Израилем в 1967 году. Комиссия пришла к выводу, что израильский контроль над этими территориями не является оккупацией в юридическом смысле и то, что израильские поселения на этих территориях не противоречат нормам международного права.